# Ablach (Krauchenwies)
Das Dorf Ablach ist ein Teilort der Gemeinde Krauchenwies mit 682 Einwohnern (Stand: 31. Dezember 2010) und liegt etwa zwei Kilometer westlich des Hauptorts Krauchenwies im Landkreis Sigmaringen (Baden-Württemberg).

## Geographie

### Geographische Lage
Ablach liegt ungefähr zehn Kilometer südlich von Sigmaringen und rund 25 Kilometer nördlich des Bodensees. Das Dorf liegt am gleichnamigen Fluss Ablach im Ablachtal, das durch eiszeitliche Gletscher geformt worden ist. Ablach liegt am südlichen Rand des Naturparks Obere Donau.

## Geschichte
Schon früh siedelten Kelten im Ablachtal, davon zeugt schon der Name Ablach selbst. „Abela“ enthält vielleicht den indogermanischen Bestandteil *ab- „Wasser, Wassergeist“ mit einem unidentifizierten Suffix -ela [?] oder eine Insel der Unsterblichen in der keltischen Anderswelt heißt im Irischen „Emain Ablach“ (Insel der Äpfel). Einzelfunde vom Ennetacher Berg bezeugen das Vordringen der Kulturgruppe „Magdalénien“.
Angeblich fanden sich westlich vom Ort Spuren einer römischen Niederlassung. Noch in den 30er Jahren des vorigen Jahrhunderts erzählten Leute von einem Schloss auf dem gegen Ablach vortretenden Rücken. Über dem Steilabfall gegen Süden wurden 1929 vom deutschen Archäologen Oscar Paret römische Ziegel gefunden. Allgemein wird hier von einer sogenannten Volksburg gesprochen.
Ins Jahr 1202 datiert die erste urkundliche Erwähnung eines Heinricus de Abilach als Zeuge der Urkunde des Diethelm von Krenkingen, Bischof von Konstanz und Abt im Kloster Reichenau. Der Ort lag ursprünglich im Bereich der Goldineshuntare, dann im Gau Ratoldesbuch und später in der Grafschaft Sigmaringen. In späteren Urkunden sind mehrfach Herren von Ablach bezeugt. In einer Urkunde vom 27. Januar 1292 ist von einer Burg die Rede, nach welcher sich ein Johannis de Ablach nannte. Besitz und Rechte im Ort hatte im 13. und 15. Jahrhundert auch das Kloster Wald. Die von Ablach waren zu dieser Zeit eine ministerial-niederadlige Familie. Ein Renz von Ablach, wohl der Vater der Nonne Anne von Ablach (28. Januar 1367), war Lehensmann der Truchsessen von Rohrdorf-Meßkirch. Weiterhin wird ein Fridrich von Ablach (auch Friedrich genannt), der wohl ein Jurist und Fürsprecher beim bischöflichen Gericht in Konstanz war.
Ablach kam bereits im 13. Jahrhundert an das Haus Habsburg. Österreich vergab Ablach als Pfandschaft, behielt aber die Oberherrschaft. Die Pfandherren waren die von Hornstein-Hertenstein. Im Jahre 1453 kaufte Werner von Zimmern das ganze Dorf Ablach samt allem Zubehör für 650 Gulden. Ab circa 1595 kam Ablach zu den Schenken von Castell-Gutenstein.
1805 ordnete Napoleon die politischen Grenzen in Mitteleuropa neu, dabei wurde die Landeshoheit über Ablach von Österreich an Württemberg übergeben und ging 1810 durch Vertrag an Baden. Mit Vertrag vom 22. und 27. Juni 1812 wurde Ablach im Tausch gegen das Dorf Rast dem Fürstentum Hohenzollern-Sigmaringen zugesprochen.
Im Zweiten Weltkrieg blieb Ablach lange Zeit verschont. Jedoch rückte seit Mitte April 1945 die französische 1. Panzerdivision vom Rhein her kommend über den Schwarzwald in Richtung Donau weiter nach Ulm vor. Um die im Rückzug befindlichen Militärkolonnen auf der Reichsstraße, der heutigen Bundesstraße 311, zu schützen, wurden im Dorf vier Wehrmachtsgeschütze in Stellung gebracht und ein Flugabwehrgeschütz am „Emig“. Gegen 9 Uhr am Morgen des 22. April 1945 gerieten die französischen Truppen beim Verlassen von Göggingen unter heftiges Artilleriefeuer aus Ablach. Es kam zu einem intensiven Feuergefecht, wobei mehrere deutsche Soldaten fielen. Bei dem Gefecht gerieten mehrere Ablacher Höfe in Brand. Französische Kriegsgefangene halfen beim Löschen.
Am 1. Januar 1975 wurde Ablach schließlich zusammen mit Hausen am Andelsbach zwangsweise nach Krauchenwies eingemeindet.

## Religionen
Die katholische Pfarrgemeinde St. Anna gehört über die Seelsorgeeinheit Krauchenwies-Rulfingen zum Dekanat Sigmaringen-Meßkirch im Erzbistum Freiburg.

## Politik

### Ortsvorsteher
Derzeitiger Ortsvorsteher (2019) ist Ralph Sander (CDU).

### Wappen
Im oberen Teil des geteilten ist auf rotem Grund ein hervorbrechender silberner Schwanenhals mit goldenem Schnabel und drei goldenen Kugeln auf der Halskrümmung. Er ist Siegeln der Herren von Ablach entnommen, die schon im 13. Jahrhundert bezeugt sind. Das rote Hirschgeweih auf silbernem Grund im unteren Teil des Wappens kommt aus dem Wappen der Schenken von Castel, die bis 1805 die Herrschaft Gutenstein und damit auch den Ort Ablach als österreichisches Lehen besaßen. Die obere Schildhälfte bringt die Farben des Wappens der Schenken von Castel in Umkehrung.
Das Wappen war der Vorschlag des Staatsarchivs Sigmaringen vom Jahre 1947. Die Verleihung erfolgte am 28. Januar 1949 durch das Innenministerium Württemberg-Hohenzollern (Nr. IV 3012 B/13).

## Kultur und Sehenswürdigkeiten

### Bauwerke
- Katholische Pfarrkirche St. Anna: Der Chor und der Turm stammen aus dem 17. Jahrhundert. Das Schiff wurde Anfang des 18. Jahrhunderts erbaut und im 19. Jahrhundert erweitert. Ihren Innenraum zieren zwei Holzbildwerke der Spätgotik, die Heilige Katharina und die Heilige Dorothea.[12] Die Altäre stammen aus der zweiten Hälfte des 16. Jahrhunderts. 1763 wurde das Langhaus der Kirche geweiht.[13] Die 1759 gegründete Annabruderschaft erhielt noch im gleichen Jahr von der Fürstin Maria Theresia von Hohenzollern-Sigmaringen 60 Gulden zur Errichtung eines privilegierten Anna-Altars, in dem die Reliquien des heiligen Joachim und der heiligen Anna eingeschlossen wurden. Die Renovierungsarbeiten wurden im September 2010 mit der Weihe des Kirchplatzkreuzes abgeschlossen.[14]

### Naturdenkmäler
In der ehemaligen Kiesgrube entstand nach der Stilllegung ein Buschbiotop, ein wichtiger Lebensraum für zahlreiche Tier- und Pflanzenarten.

## Wirtschaft und Infrastruktur
Ablach liegt nahe der Bahnstrecke Radolfzell–Mengen.

### Ansässige Unternehmen
- Tox-Dübel-Werk R.W. Heckhausen GmbH & Co. KG – Geschäftsführer der GmbH: Isabelle Diepenbrock – Ehefrau von Leonard Diepenbrock (RTL Moderator)